# Frankfurter Engel
El Frankfurter Engel ('àngel de Frankfurt') va ser el primer monument d'Alemanya en memòria dels homosexuals perseguits pel nazisme i, posteriorment, pel paràgraf 175 del codi penal alemany.

## Disseny

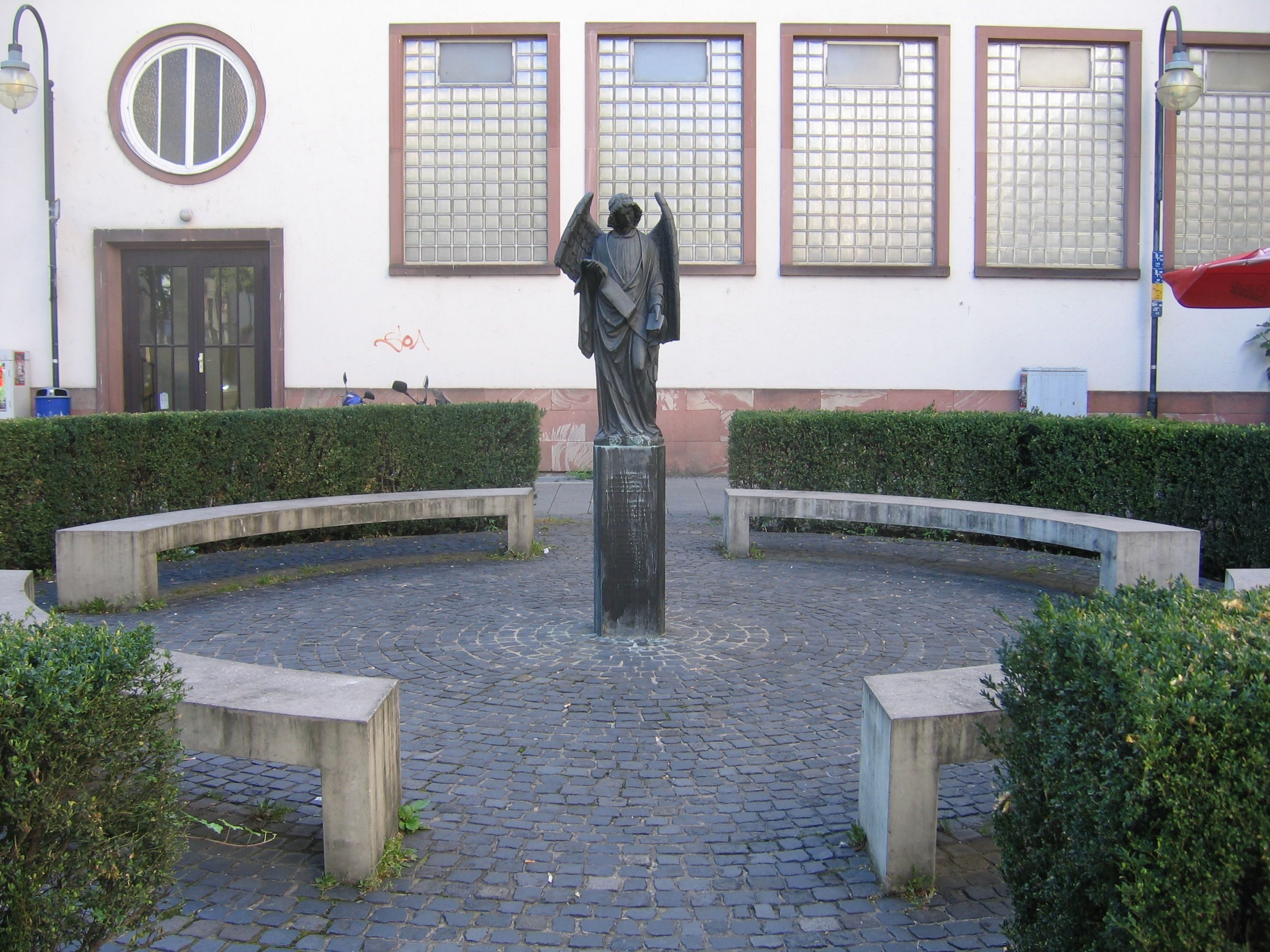
Vista de l'emplaçament de l'estàtua de Rosemarie Trockel

Com el seu nom indica, el monument és l'estàtua d'un àngel subjectant una banda. L'obra va ser el primer monument commemoratiu de les víctimes homosexuals de l'holocaust a Alemanya. Els següents a ser erigits a Alemanya van ser el Triangle rosa de Colònia (1995) i el Monument als homosexuals perseguits pel nazisme de Berlín (2008).
A la base de l'estàtua hi ha una inscripció en alemany que diu:
| « | Els homes i dones homosexuals van ser perseguits i assassinats durant el règim nacionalsocialista. La matança va ser ocultada i negada, menyspreant i condemnant els supervivents. Per això, els recordem, i als homes que estimen altres homes i les dones que estimen altres dones, que sovint encara continuen sent perseguits. Frankfurt del Main. Desembre, 1994. | » |

La inscripció al·ludeix al fet que els homosexuals no sols van ser perseguits durant el règim nazi, sinó que l'article 175 va continuar vigent i no es va reformar la prohibició respecte a les pràctiques homosexuals entre adults fins a 1973, servint per condemnar fins i tot els supervivents dels camps d'extermini, fins que va ser derogat completament el 1994, la qual cosa va causar que els homosexuals no poguessin fer durant anys cap reclamació i fossin l'últim grup de víctimes a ser oficialment reconegut.

## Història de l'estàtua
Es va convocar un concurs artístic per decidir el disseny de l'estàtua el 20 de juliol de 1992. La guanyadora en va ser l'artista Rosemarie Trockel.
Un cop construïda l'estàtua, es va col·locar a la cruïlla dels carrers Schäfergasse i Alte Gasse de Frankfurt. La inauguració se'n va produir l'11 de desembre de 1994.